# 오투리조트
오투리조트는 강원특별자치도 태백시 황지동에 위치한 스키장, 골프장이다.

## 슬로프 목록
- 드림1: 초급
- 드림2: 초급
- 글로리1: 중급
- 글로리2: 중급
- 글로리3: 중급
- 해피: 초상급
- 헤드: 초상급
- 패션1: 상급
- 패션2: 상급
- 챌린지1: 상급
- 챌린지2: 상급
- 챌린지3: 상급
- 하프파이프: 상급

### 부대시설
- O2유스호스텔
- O2스키하우스
- 눈썰매장(튜브썰매장)

## 같이 보기
- 한국의 스키장 일람